# Abaja (kleding)

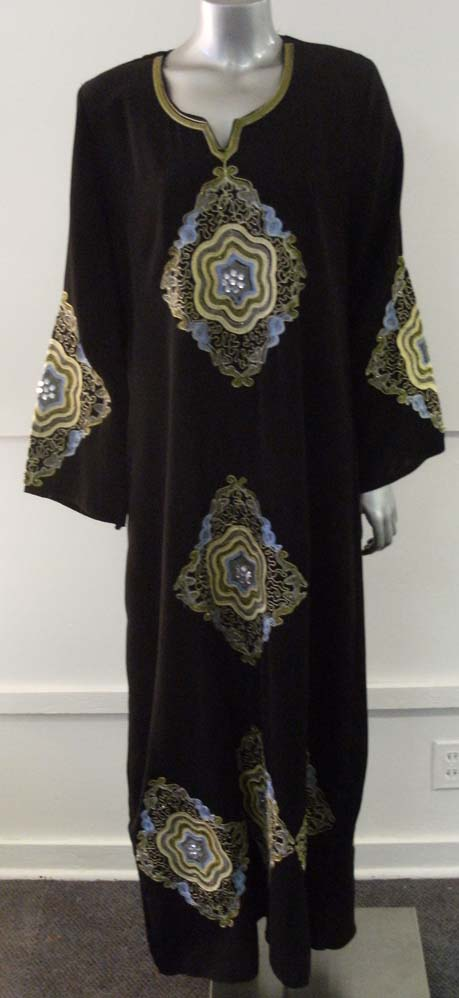
Een moderne abaja

De abaja (ook wel abaya, meervoud abaja's of Arabisch abayaat) is een eenvoudig, los kledingstuk, een soort jurk, gedragen door sommige vrouwen in delen van de islamitische wereld, waaronder Noord-Afrika, het Midden-Oosten en het Arabisch Schiereiland. Een abaja wordt aangetrokken over andere kleding heen, die thuis wordt gedragen. In landen als Soedan en Zuid-Soedan kan dit, zonder enige andere (onder)kleding, gewoon over het naakte lichaam zijn.
Traditionele abaja's zijn zwart en kunnen een groot stuk stof zijn dat vanaf de schouders of het hoofd is gedrapeerd, of een lange kaftan. De abaja bedekt het hele lichaam behalve het hoofd, de voeten en de handen. Het kan worden gedragen in combinatie met de nikab, een gezichtssluier die alles behalve de ogen bedekt. Sommige vrouwen dragen ook lange zwarte handschoenen, zodat hun handen ook bedekt zijn. Het is gebruikelijk dat de abaja wordt gedragen bij speciale gelegenheden, zoals moskeebezoeken en islamitische feestdagen zoals het Suikerfeest en het Offerfeest. Sommige vrouwen dragen hem dagelijks als zij in het openbaar verschijnen.
De Indonesische traditionele kleding kebaja dankt zijn naam aan de abaja.

## Achtergrond
Het argument om de abaja te dragen wordt vaak gebaseerd op een citaat uit de Koran: "O Profeet, vertel uw vrouwen en dochters, en de gelovige vrouwen, om zichzelf te bedekken met een los kledingstuk. Zo zullen ze worden herkend en zal hun geen kwaad overkomen" (Koran 33:59).
De abaja wordt het meest gedragen in landen met een grote moslimbevolking. Sommige denominaties van de islam beschouwen het hele vrouwelijke lichaam, met uitzondering van het gezicht en de handen, awrah – datgene wat in het openbaar verborgen moet worden voor mannen die geen bloed- of huwelijksverwantschap hebben.

## Landen
Buiten sommige Arabische staten, zoals Saoedi-Arabië, de Verenigde Arabische Emiraten en Qatar, wordt de abaja niet veel gedragen door moslimvrouwen. Het is zeldzaam in landen als Indonesië, India en Pakistan. In de Arabische staten van de Perzische Golf zijn abaja's meestal zwart.

### Saoedi-Arabië
In Saoedi-Arabië waren vrouwen oorspronkelijk verplicht om zich in het openbaar te bedekken; ook expats waren verplicht een abaja te dragen. In maart 2018 stelde kroonprins Mohammad bin Salman echter dat vrouwen konden kiezen wat vrouwen in het openbaar wilden dragen, op voorwaarde dat het aan bepaalde normen voldeed. Hij verwoordde dat als volgt: "De beslissing wordt volledig aan vrouwen overgelaten om te beslissen welk type fatsoenlijke en respectvolle kleding ze kiezen om te dragen".

## Frankrijk
In Frankrijk werd in 2023 het dragen van abaja's door de Franse minister van Onderwijs Gabriel Attal verboden in kader van de laïcité, de strikte scheiding tussen kerk en staat.

## Stijlen
Abaja's staan bekend onder verschillende namen, maar hebben altijd hetzelfde doel, namelijk het lichaam bedekken. Hedendaagse modellen hebben de vorm van een kaftan, gemaakt van lichte, soepele stoffen zoals crêpe, georgette en chiffon. Andere bekende stijlen zijn front open en front closed abaja. Stijlen verschillen van regio tot regio: sommige abaja's hebben borduurwerk op zwarte stof, terwijl andere felgekleurd zijn en verschillende vormen van versieringen hebben.